# Confederación Hidrográfica del Júcar
La Confederación Hidrográfica del Júcar se creó en 1934, por Decreto de 26 de junio de 1934. Se constituyó el 24 de noviembre de 1935. 
La Orden Ministerial de 27 de enero de 1942 establecía que la Delegación de Servicios Hidráulicos del Júcar pasara a denominarse Confederación Hidrográfica del Júcar, que ampliaba hasta abarcar todo el ámbito territorial comprendido entre los ríos Ebro y el Segura. 
La Confederación Hidrográfica del Júcar es el organismo que regula las acciones cometidas en las redes hidrológicas de una demarcación en la que el Júcar es el río principal.
Funciones principales:
- Elaboración del Plan Hidrológico de la demarcación, así como su seguimiento y revisión.
- Administración y control del dominio público hidráulico.
- Proyección, construcción y explotación de las obras necesarias para la mejora de la gestión del agua.
- Realización, dentro de sus competencias, de planes, programas y acciones cuyo objetivo sea la adecuada gestión de las demandas, así como promover el ahorro y la eficiencia económica y ambiental de los usos del agua.
- Gestión de las sequías.
- Gestión de los riesgos de inundación.
- Prestación de servicios técnicos relacionados con el cumplimientos de sus fines específicos, así como el asesoramiento, si les fuera solicitado, a otras administraciones, entidades privadas y particulares.

El Real Decreto 650/1987, de 8 de mayo, define los límites de esta confederación, al territorio de todas las cuencas hidrográficas que viertan sus aguas al mar Mediterráneo, entre la desembocadura de los ríos Segura y Cenia, incluyendo también este último y la cuenca endorreica de Pozohondo (Albacete). Dichas cuencas comprenden territorios de las provincias de Alicante, Albacete, Castellón, Cuenca, Murcia, Teruel, Tarragona y Valencia.
La CHJ cuenta con cinco oficinas situadas en Valencia (sede central), Albacete, Alicante, Cuenca y Teruel.

### Orígenes de la Confederación Hidrográfica del Júcar
En 1926 surgieron las primeras asociaciones de Confederaciones Sindicales Hidrográficas impulsadas por la dictadura de Primo de Rivera respecto de las cuencas del Ebro, Segura y Guadalquivir, no extendiéndose a la del Júcar.
En la II República, a través de la primera mayoría parlamentaria se apostó por una intervención activa del Estado en el fomento y planificación de la obra hidráulica basada en el interés nacional, de esta forma las Confederaciones fueron disueltas y transformadas en Mancomunidades Hidrográficas con limitada autonomía y menores competencias, dado que las autoridades dudaban de los beneficios de estas y criticaban su independencia. Todo esto repercutió en la cuenca del Júcar dada la dimensión y organización de los intereses ya establecidos y la competencia de la iniciativa empresarial respecto a su regulación.

#### Usuarios de la cuenca del Júcar.
Ante la proclamación de la II República, la del Júcar era la segunda cuenca española en producción de energía eléctrica, y junto a otros suministraba fluido eléctrico a Madrid y a la fachada mediterránea entre Valencia y Cartagena, de esta forma sobresalía la sociedad Hidroeléctrica Española en sus centrales de Cortes, Víllora y Millares. En 1927 esta sociedad solicitó la concesión del pantano de Alarcón pretendiendo incrementar usos hidroeléctricos, sin embargo, aparecieron otras empresas con miras a instalarse en la cuenca del Júcar. Así, por un lado, en 1930 Fernando Portillo presentó el proyecto de regulación y aprovechamiento integral de la cuenca del Júcar, con inclusión de los pantanos de Alarcón, Enguídanos, Tous y otros, pretendiendo explotar los saltos de pie de presa y el regadío de 25.000 ha entre Antella y Valencia.  Por otro lado, Regadíos y Energía de Valencia, S.A. solicitó concesión de los pantanos de Alarcón y Enguídanos, un canal de Albacete para nuevos regadíos y la mejora y ampliación de regadíos en Valencia. Esto motivó la oposición de las comunidades de regantes de la Ribera, temiendo por sus privilegios y su autonomía.
En 1931 se produjo la alianza industrial y agrícola entre los regantes del Bajo Júcar, encabezados por la Acequia Real e Hidroeléctrica Española, a fin de armonizar los intereses que confluían entre las mismas.

#### Reclamación de un organismo mancomunado.
El ministro Indalecio Prieto basado en el reformismo republicano era partidario de la iniciativa del Estado en las obras hidráulicas. En este sentido, en 1932 los usuarios de la cuenca del Júcar, liderados por Acequia Real del Júcar e Hidroeléctrica Española, solicitaron la creación de la Mancomunidad Hidrográfica del Júcar, esto les facilitaría la defensa de sus intereses a través de la planificación, ejecución y gestión de las obras, impidiendo nuevos concesionarios y la intervención del Estado. Así, en abril de 1932 el ministro se negó a la propuesta.
En mayo de 1932 la orden ministerial de Prieto para resolver el paro obrero dispuso la confección del Plan de Obras Hidráulicas en la Provincia de Albacete, de esta forma la comisión de la Acequia Real denuncia en Madrid la intención de aprovechar las aguas del río Júcar para nuevos regadíos en perjuicio de los legítimos usuarios. Al no ser recibida la comisión por el ministro se convocó una magna asamblea el día 20 de junio en el teatro Apolo de Valencia, así en cuatro días se convocó a 239 entidades de 34 poblaciones de la Ribera, teniendo como conclusiones: crear un organismo mancomunado de usuarios, concediéndoles la construcción del pantano de Alarcón y la paralización de todos los expedientes de nuevas concesiones. El ministro no atendió a la primera reclamación y durante semanas esta situación se reflejó en la prensa de Valencia.
Mientras tanto, el 21 de julio de 1932, el ministro de Obras Públicas presentó un anteproyecto de ley respecto a la prohibición de concesión de obras de regulación del Júcar a empresas, así el 31 de agosto de 1932 fue debatido y aprobado por el parlamento. Para dar cumplimiento a ello, en octubre de ese mismo año se creó en la delegación de los servicios hidráulicos del Júcar, con sede en Valencia, una dirección de obras de regulación y aprovechamiento de las cuencas del Júcar y Turia. A cargo de la dirección estuvo Fausto Elío Torres, veterano ingeniero de la dependencia hidráulica, acompañado de jóvenes ingenieros (Rafael Montiel, Vicente Botella, Félix Casaus) con sus ayudantes.

#### Plan de los riegos de Levante.
Prieto, encomendó a Manuel Lorenzo Pardo impulsar un plan nacional de riegos. El plan impulsaba la producción con el fin de satisfacer las necesidades del mercado interior y exterior, para esto Lorenzo Pardo propuso regular los escasos recursos hidráulicos de los ríos levantinos y derivar hacia la vertiente mediterránea las aguas caídas de los ríos Tajo y Guadiana.
El plan de mejora y ampliación de los riegos de Levante como pieza materna del Plan Nacional de Obras Hidráulicas, daba preferencia a la agricultura de exportación, para esto Lorenzo Pardo incorporó los estudios de regulación de los ríos Júcar (pantanos de Alarcón, Enguídanos y Tous) y Turia (Benagéber), impulsado por su compañero y amigo Fausto Elío Torres. Así también, Lorenzo Pardo informó a Prieto sobre el valor estratégico del pantano de Alarcón en el futuro Plan de riegos de Levante y su construcción por parte del Estado. En este contexto se inscribe la iniciativa del antes citado anteproyecto de ley de 21 de julio de 1932, así como su debate y aprobación.
En adelante, el equipo técnico del Centro de Estudios Hidrográficos a cargo de Lorenzo Pardo trabajó en la redacción del Plan Nacional de Obras Hidráulicas, y de esta forma, en noviembre de 1932, Prieto dio en sede parlamentaria las primeras noticias respecto al trasvase del Tajo-Guadiana a la vertiente mediterránea.
En febrero de 1933, Indalecio Prieto convocó a una asamblea de regantes en el Teatro Monumental de Alicante, destacándose la participación social en la planificación hidráulica española, exponiéndose las líneas maestras del Plan y sus principales actuaciones, como la propuesta de trasvasar aguas desde la cabecera del Tajo al embalse de Alarcón para la mejora de los riegos de Levante. En este sentido, el Júcar se convirtió en un río fundamental del Plan y en el gran distribuidor de la zona, y el pantano de Alarcón como centro del nuevo sistema de riegos de Levante. En los meses siguientes, se terminó el plan y se inició el trámite parlamentario, donde hubo tanto defensores como detractores. Asimismo, el debate se suscitó en la cuenca del Júcar, destacando la posición del ingeniero Luis Sánchez Cuervo, representante de la Acequia Real, al sostener que estaba en contra de cualquier ampliación de regadío con toma de agua por encima de la acequia de Antella y de cualquier derivación desde el pantano de Alarcón. El folleto En defensa de la Acequia Real del Júcar mostraba su preocupación por el aumento del regadío, en un momento de crisis comercial de la naranja, patata y arroz. Sánchez Cuervo, alternativamente proponía la construcción de Alarcón, Enguídanos y Tous y trasvasar el agua excedente de la cuenca del Júcar mediante una conducción paralela a la costa, desde la Albufera hacia el sur de la provincia de Valencia, Alicante y el Segura. Además insistía en la desconfianza de los regantes de la Ribera ante la injerencia de los planes del Estado en la cuenca del Júcar.

#### Creación de la confederación del Júcar.
Tras las elecciones de noviembre de 1933 se cerró el ciclo político-hidráulico del primer bienio republicano. A partir de entonces la nueva mayoría radical-cedista se centró en la ejecución del Plan Nacional de Obras Hidráulicas al servicio de los intereses agrarios. Así el Gobierno reactivó las Confederaciones Hidrográficas en los primeros meses de 1934, en este sentido las confederaciones mantenían el carácter participativo y representativo, pero abierto a los intereses ajenos a la titularidad del aprovechamiento de las aguas. Se restablecieron las confederaciones hidrográficas del Ebro, Segura, Guadalquivir, Duero, etc. A la par, los usuarios del Júcar seguían reclamando el organismo mancomunado.
En los primeros meses de 1934, el presidente de la Acequia Real del Júcar presentó la petición de creación de la Confederación Hidrográfica del Júcar ante la Dirección General de Obras Públicas, promoviendo un organismo autónomo para la defensa de sus intereses y la asamblea constituida por los regantes de la Ribera y los industriales en el marco de la participación en la gestión del río.
El 8 de junio de 1934, se le informó a la Acequia Real de la tramitación del expediente, así tuvo conocimiento de la carta de Ricardo Samper, presidente del Consejo de ministros y antiguo asesor y letrado de la Acequia, en la que declaraba “haber interesado al ministro de Obras Públicas la pronta resolución del expediente”, así, a los pocos días se daba luz verde a la creación de la Confederación Hidrográfica del Júcar (decreto de 26 de junio de 1934). En su exposición de motivos, el ministro de Obras Públicas, Rafael Guerra del Río, señalaba que la Confederación nacía de anteriores peticiones de los usuarios, “reiteradas recientemente”. El ministerio se limitaba a ofrecer los medios para la constitución de un organismo autónomo en la cuenca del Júcar que “respeta en grado máximo la decidida voluntad del país y que consiente la participación, seguramente eficacísima, de su tradicional práctica en la solución de nuevos problemas que adquieren por su intensidad tan significado carácter nacional”. El decreto también prometía la creación de otras confederaciones análogas en las restantes cuencas comprendidas entre el Ebro y el Segura cuando los usuarios las solicitaran expresa y claramente. Se hablaba incluso también de un órgano superior de coordinación que las integrara para sumar las fuerzas de todas ellas en una obra común, pero respetando la independencia de las diversas cuencas hidrográficas y de sus actuales o posibles intereses.
El decreto de creación establecía los órganos colegiados de gobierno de la Confederación del Júcar, las competencias del delegado del Gobierno y del ingeniero director, las funciones propias del organismo, el régimen económico y la dependencia orgánica respecto de la Dirección de Obras Hidráulicas y del Ministerio de Hacienda. También se detallaban los pasos para la redacción del reglamento provisional y la convocatoria de la asamblea de la Confederación.

#### Una polémica concesión.
En agosto de 1934, una orden ministerial otorgó a Fernando del Portillo los aprovechamientos industriales de pie de presa de los futuros pantanos de Alarcón, Enguídanos y Tous y otras concesiones hidroeléctricas. Dichas concesiones contradecían el espíritu de la ley Prieto sobre el Júcar. Esta decisión que introducía un elemento de perturbación para la resolución del problema de la regulación del Júcar fue percibida como una decisión ministerial hostil hacia Hidroeléctrica y como una amenaza para la autonomía de las acequias de la Ribera. En palabras del delegado de Gobierno en la Confederación, esta orden ministerial rompía el equilibrio de intereses en la cuenca del Júcar.

#### Constitución de la Confederación.
En los meses siguientes la Confederación desarrolló los primeros trabajos técnicos, mientras avanzaba el proceso para la constitución de la asamblea. En septiembre de 1935 Fausto Elío Torres fue nombrado primer ingeniero director de la Confederación Hidrográfica del Júcar e impulsó los estudios de los pantanos de Alarcón, Tous y Forata, con los mismos técnicos que los habían iniciado. Al mismo tiempo, una comisión de notables, nombrada en enero de 1935 preparó el reglamento provisional de la Confederación, sólo faltaba la elección de los representantes de los distintos usuarios para constituir una asamblea formada por 57 síndicos, conformada por 30 regantes en representación de la Ribera, 12 industriales y 5 miembros oficiales.
La solemne constitución de la Confederación Hidrográfica del Júcar tuvo lugar el 24 de noviembre de 1935. Tras esto, la asamblea procedió a la elección de los miembros de las diferentes comisiones. A instancia de la Acequia Real del Júcar, se aprobó la remisión del proyecto de pantano de Tous al Ministerio de Obras Públicas. Al día siguiente, 25 de noviembre, se reunió por primera vez la junta de gobierno de la Confederación Hidrográfica del Júcar, se aprobó la primera plantilla administrativa y la Dirección General de Obras Hidráulicas hizo lo propio con la plantilla facultativa.